# Лулу Тейлър
Кърсти Крауфорд (на английски: Kirsty Crawford) е английска писателка на произведения в жанра съвременен любовен роман и романтичен трилър. Пише под псевдонима Лулу Тейлър (на английски: Lulu Taylor).

## Биография и творчество
Кърсти Фоукс Крауфорд е родена в Нова Зеландия. Когато е на седем години семейството се мести в Оксфордшир, където израства. Завършва девическа гимназия в Абингдън. Завършва Оксфордския университет с бакалавърска степен по английска филология. След дипломирането си работи в продължение на десет години като редактор на литература за жени в издателства в Лондон и като директор по публикациите в „Heinemanns“. Омъжва се за Джеймс Крауфорд, радиоводещ и автор на документални филми, с когото имат две деца – Барни и Табита.
Заедно с работата си в издателството изучава писателският занаят и също опитва да пише. Първоначално пише автобиографии на известни личности като писател в сянка.
Първият ѝ любовен роман „Other Women“ е публикуван през 2005 г. В него тя влага впечатленията от детството си в Нова Зеландия и описва сблъсъка на културите.
Първият ѝ романтичен трилър „Нежна империя“ е публикуван през 2009 г. под псевдонима Лулу Тейлър.
През 2014 г. Кърсти Крауфорд напуска Лондон и се установява в Шерборн, Западен Дорсет, където съпругът ѝ работи като учител.

## Произведения

### Като Кърсти Крауфорд

#### Самостоятелни романи
- Other Women (2005)
- Secret Life of Husbands (2007)
- Wife, Once Removed (2008)
- The Wrong Mr Right (2009)

### Като Лулу Тейлър

#### Самостоятелни романи
- Heiresses (2009)
Нежна империя, изд.: ИК „Ера“, София (2009), прев. Надежда Розова
- Midnight Girls (2010)
- Beautiful Creatures (2011)
- Outrageous Fortune (2012)
Златна клетка, изд.: ИК „Ера“, София (2012), прев. Емилия Карастойчева
- The Winter Folly (2013)
Зимна лудост, изд.: „Ергон“, София (2014), прев. Райна Христова
- The Snow Angel (2014)
- The Winter Children (2015)
- The Snow Rose (2016)